# کوکر (کریک، تنسی)
کوکر (به انگلیسی: Coker Creek) یک منطقهٔ مسکونی در ایالات متحده آمریکا است که در شهرستان مونرو، تنسی واقع شده‌است. کوکر ۴۹۸٫۹۶ متر بالاتر از سطح دریا واقع شده‌است.